# Давньоруська народність
Давньоруська народність — історична концепція радянських істориків, згідно якої за доби Київської Русі протягом IX—X ст. унаслідок зближення і злиття виникла етнічна і мовна єдність східнослов'янських племен.

## Поява та розвиток концепції
Ще в дорадянський період під впливом шовіністичних та імперських чинників царизму поширювалась думка про спільність походження росіян, білорусів і українців, утверджувалась царська теорія про єдиний «русский» народ. Відтак, об'єднання та асиміляція українців, росіян та білорусів Москвою в Російській імперії, а пізніше в СРСР вважалося прогресивним процесом поновлення «історичної справедливості». Таким чином, від самого початку виникнення ідея давньоруської народності була значною мірою політично вмотивованою — в її утвердженні та поширенні, в тому чи іншому вигляді, були зацікавлені російські шовіністичні, імперські кола Російській імперії та пізніше — СРСР. Історичні науки у західних європейських державах ніколи так особливо не приділяли уваги темі відповідних народностей, які б раніше населяли території цих держав, як радянська історична наука приділяла увагу та розвивала тему давньоруської народності. Концепція давньоруської народності є спробою ідеологічного обґрунтування підкорення Москвою інших східнослов'янських етносів. Посилаючись на колись нібито єдиний давньоруський народ, сучасні прихильники «єдиної та неділимої» і загальноросійськоі ідеї намагаються обґрунтувати необхідність русифікації українців та білорусів та відновлення Російської імперії бодай у межах її слов'янського ядра.

## Основні аргументи прихильників
Не заперечуючи тези, що етнічним субстратом російського населення центральних та північно-східних земель стали, крім частково слов'янських племен словенів, кривичів, в'ятичів і східних сіверян, угро-фінські та балтійські племена — меря, мурома, весь, голядь та ін., офіційна радянська наука висунула в 1950-х pp. концепцію спільного походження трьох східнослов'янських народів — російського, українського й білоруського, які, мовляв, складали колись «єдину древньоруську (чи „руську“) народність», а формування тих народів з цієї народності почалося щойно після розпаду Київської Русі. Пропаганда радянської концепції «єдиної древньоруської народності» старалася оминати увагою культурні відмінності різних слов'янських племен Русі, на які навіть вказано у тексті «Повісті врем'яних літ». Ця концепція була стверджена в офіційній урядово-партійній тезі, що «єдиний руський народ», «далекий предок російської, української та білоруської, націй», утворився вже в 10—11 ст., але процес його формування був перерваний пізнішими історичними умовами (зокрема монгольською навалою), внаслідок яких згодом, у 14—15 ст., сформувалися три окремі «братні» народності: великоруська, українська й білоруська. За цією концепцією, російська (великоруська) народність склалася щойно в 14—15 ст. в районі Великого Новгорода і Волго-Оцького межиріччя з центром у Владимирі на Клязьмі і потім у Москві, в період піднесення останньої в період монгольської навали і поступового об'єднання навколо неї всієї Північної і Північно-Східної Русі, тобто Московщини.

## Противники концепції
Противники теорії «давньоруської народності» вважають, що за історично короткий час (одне — два століття) на величезних просторах не могла сформуватися єдина народність і за такий же приблизно час — розпастися. Територіальна єдність Київської Русі була відносною. В умовах панування натурального господарства вона набула форми конгломерату різних племен і народів разом з балтськими, тюркськими та фінно-угорськими племенами. Її територія була заселена нерівномірно, а окремі частини розділені широкими і непрохідними лісами та болотами. Спільність мови, релігії, культури виявлялася лише на офіційному, над-етнічному рівні. Східнослов'янські діалекти розрізнялися між собою не менше, ніж сучасні українська, російська і білоруська мови. Практично неможливо довести існування давньоруської народності як традиційно визначеної народності з всіма необхідними для неї ознаками спільної території, мови, спільного економічного життя і спільної культури.
Прихильники теорії давньоруської народності вважають, що такі ознаки були притаманні для населення Київської Русі.
На думку істориків — противників концепції «давньоруської народності», у Київській Русі існували три окремі східнослов'янські єдності, які в наступних віках дали початок трьом народностям: російській, українській та білоруській. Враховуючи, що східнослов'янські племена проживали певний проміжок часу на території спільної держави — Русі, можна припускати, що між ними відбувався деякий, певний процес зближення та консолідації. Однак, навіть прихильники концепції давньоруської народності погоджуються з думкою, що процеси етнокультурної консолідації в Русі повністю не завершились і через те давньоруська народність була відносно неоднорідною. Вчені Володимир Ричка та Петро Толочко запропонували вживати термін «давньоруська етнокультурна спільність» замість терміну «давньоруська народність». Якщо погоджуватись з концепцією давньоруської народності, то треба вважати, що вона була настільки неоднорідною, що, наприклад, тільки її розселення на територіях колишніх спільних держав Литовського князівства та пізніше — Речі Посполитої в однакових історичних умовах спричинило утворення двох окремих народів — українського та білоруського. Концепцію давньоруської народності також використовують російські шовіністичні кола для продукування численних  міфів щодо української мови, зокрема, що українська мова виникла внаслідок ополячування російської мови.